# 見桃寺

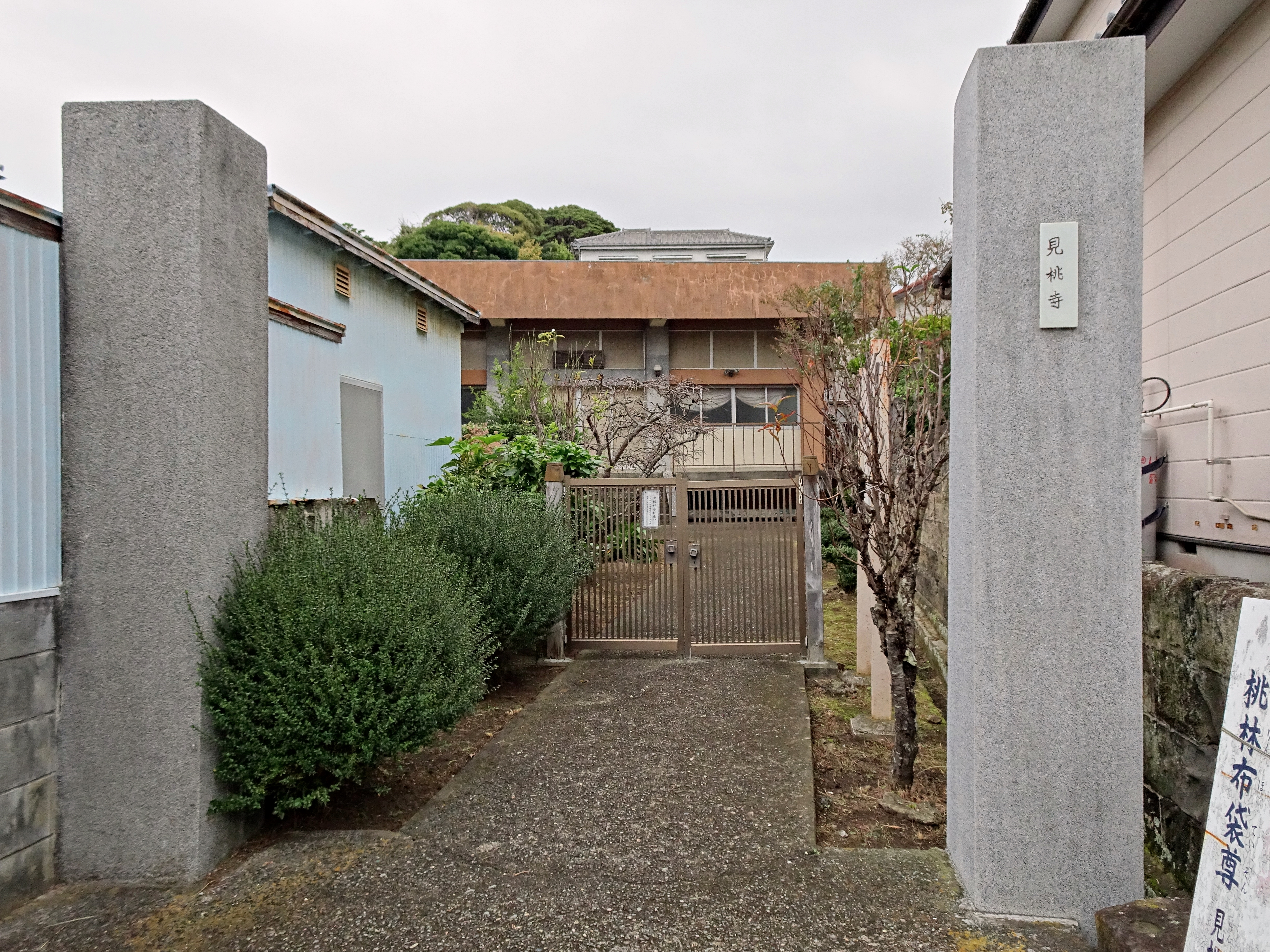
見桃寺山門

見桃寺（けんとうじ）は、神奈川県三浦市にある臨済宗妙心寺派の寺院。

## 前史
鎌倉時代、鎌倉幕府歴代将軍は当地を度々訪れており、別荘も構えていた。初代将軍源頼朝も3つの別荘を持っていた。頼朝の別荘は「桃の御所」「桜の御所」「椿の御所」と呼ばれており、別荘跡地はそれぞれ見桃寺（当寺）・本瑞寺・大椿寺になっている。

## 歴史
1628年（寛永5年）、御船手奉行向井政綱の開基である。
当寺の本尊は釈迦如来であるが、それとは別に薬師如来像なども安置されている。薬師如来像は平安時代の作といわれている。
大正初期、北原白秋は一時当地に住んでいたことがあり、白秋の歌碑が境内にある。

## 文化財
- 薬師如来立像（三浦市指定文化財 昭和42年3月28日指定）[3]
- 向井将監一族石塔群（市指定重要文化財 平成25年4月1日指定）

## 交通アクセス
- 路線バス三崎港停留所より徒歩10分。